# René Van Eetvelt
Renatus Josephus Willem (René) Van Eetvelt (Bornem, 6 november 1907 - 29 november 2001) was een Belgisch politicus. Hij was burgemeester van Bornem.

## Levensloop
In 1947 werd Van Eetvelt in opvolging van Arthur Borms burgemeester van Bornem, een mandaat dat hij zou uitoefenen tot 1959. Dat jaar werd hij opgevolgd door CVP'er René Van Lint. In 1965 nam Van Eetvelt de burgemeesterssjerp opnieuw over in een coalitie van Gemeentebelangen met de SP. Na de gemeenteraadsverkiezingen van 1970 verloor deze coalitie de meerderheid en werd hij opgevolgd door Jozef Van Eetvelt van de CVP.